# Bishopville
Bishopville – miasto w Stanach Zjednoczonych, w stanie Karolina Południowa, siedziba administracyjna hrabstwa Lee.
W mieście znajduje się publiczna biblioteka oraz 4 szkoły różnego stopnia. 